# Emitea (sorella di Tenete)
Emitea (in greco Hμιθέα) e un personaggio della mitologia greca, principessa della polis di Tenedo, sorella di Tenete (fondatore della polis) e quindi figlia di Apollo o di Cicno e di Procleia. 

## Il mito
Secondo la leggenda, la storia di Emitea è legata a doppio filo a quella del fratello Tenete: quando questo rifiutò l'amore della matrigna Filonome (che si era da poco unita a Cicno), quest'ultima ordinò di gettare in mare i due giovani. A salvarli fu però il dio Poseidone, del quale erano nipoti, che li fece approdare sull'isola di Leucofri, della quale il fratello divenne re e rinominò Tenedo, partendo dal proprio nome. Quando scoppiò la guerra di Troia Tenete, contrario ai Greci, cercò di impedirne lo sbarco sull'isola ma questi vi approdarono comunque ed Achille uccise Tenete. Dopo la morte di Tenete, Achille cercò di violentare Emitea che però fuggì e cadde nelle viscere della Terra a causa di una voragine.